# Plektrum (ZTV)
Plektrum var ett musikvideoprogram som i ZTV sändes varje dag klockan 00.00 samt onsdagar kl 16.00. Temat för musikvideorna var lite tyngre typer av musikgenrer, som hårdrock och metal.